# پل آبشینه
پل آبشینه در ۵ کیلومتری جنوب شرقی شهر همدان و در سمت راست جاده همدان-ملایر روی رودخانه آبشینه نزدیکی روستای آبشینه واقع است. این پل دارای ۴ دهانه با قوس‌های جناغی است و از آجر و لاشه‌سنگ برای ساخت آن استفاده شده‌است. پل با آجرکاری ساده تزیین شده و در بین هر دهانه آب‌نمایی به صورت تزیینی ایجاد شده‌است.  از آثار به جای مانده از دوران صفویه است.
شماره ثبت: 9662
تاریخ ثبت:تاریخ ثبت: ۱۳۸۲/۰۵/۲۷